# Grong
Grong és un municipi situat al comtat de Trøndelag, Noruega. Té 2,357 habitants i té una superfície de 1,136.17 km². El centre administratiu del municipi és el poble de Medjå.
El municipi es troba al llarg del riu Namsen, a la vall de Namdalen. Dos dels principals afluents del flux del Namsen neixen a Grong: el riu Sanddøla i el riu Neselva. Els llacs de Bangsjøene es troben a la frontera sud extrema amb Snåsa i Overhalla. El Parc Nacional de Blåfjella-Skjækerfjella cobreix una petita part de la part sud-est de Grong.
La ruta europea E06 segueix el riu Namsen en tot el municipi, igual que la línia ferroviària de la Línia de Nordland. Les dues estacions principals d'aquesta línia al municipi són l'estació de Grong a Medjå i l'estació de Harran a Harran. L'antic ferrocarril de la línia de Namsos s'utilitzava per anar de Grong a Namsos, però actualment roman tancada.